# 大篠津町
大篠津町（おおしのづちょう）は鳥取県米子市の町名。郵便番号は683-0101（米子郵便局管区）。
本項では同地域にかつて所在した会見郡・西伯郡大篠津村についても述べる。

## 地理
和田村の北にあり、北は佐斐神村（現・境港市）、西は葭津村、東は美保湾に面する。

## 歴史
- 明治42年（1909年）に諏訪神社の宮司門脇豊美が記した『神社の来歴』によれば、

｢口伝ではあるが川中島の戦いに敗れた武田の家臣井田藤右衛門の一族郎党が諸国浮浪のあとこの地に来て開拓し
…その後、藤右衛門の子孫、大篠津、下和田へ移り住み繁栄し、慶安2年（1649年）大篠津、佐斐神、下和田の中央部に当たる旧社地に社殿を建て…（中略）一方、大篠津村開拓の祖・安田三郎義定は、この地に居を定め農となり諏訪神社を氏神として崇拝した｣とある。
- 昭和28年（1953年）に出された『大篠津郷土調査』の中には「大篠津の地に初めて人跡を踏み入れたのは四百余年以前のことで天文12年（1543年）毛利元就が尼子氏と戦を始め永禄九年尼子氏落城に至るまで二十三年間に及ぶ、而してその遺臣この地に来り開拓せしもの実に本村安田家の元祖（安田三郎義定ならんか？）」と記している。

- 『伯耆志』に「宝永の頃（1704年－1710年）尼子の遺臣の開発する処の地と云へり」とある。

石高 戸数
- 安永頃(1772-1780) 200石 80戸
- 文久頃 (1861) 365石 278戸

## 行政

### 自治体としての沿革
- 明治22年（1889年）10月1日 - 町村制の施行により、会見郡大篠津村の区域をもって、会見郡大篠津村が発足する。
- 明治29年（1896年）4月1日 - 郡制の施行により、所属郡が西伯郡に変更する。
- 昭和29年（1954年）6月1日 - 米子市に編入する。

### 新政の始まり
明治4年（1871年）廃藩置県により鳥取県が誕生した。翌5年に新しい行政単位として県内に112の区を設定し、各区に戸長（大庄屋）、副戸長（中庄屋）、村長（庄屋）を置く達しが出された。この区制の開始によって弓浜部は六つの区に統合された。

### 明治二十二年 会見郡大篠津村の発足
明治22年（1889年）10月1日、自治制からなる町村制の施行により、会見郡大篠津村として発足した。当時の資料によれば、明治22年（1889年）の連合村（和田、大篠津、富益、夜見）の戸長は安田復四郎であり、議長も兼ねていた。連合戸長並びに町村会に行政権限と議決権限が付与されていた。

#### 大篠津村議会
明治22年（1889年）10月18日連合戸長安田復四郎は村議会議員の定数を8名と定め、11月8日条例により議会構成がなされた。村議会の議員は名誉職とし、任期は6年、3年毎に半数ずつ改選であった。

#### 大篠津村役場
明治22年（1889年）11月9日、村長・助役・収入役・職員の組織と給料が定められている。村長は村議会で選ばれ、助役とともに無給で名誉職とされた。

### 歴代戸長・村長・助役・収入役・議員

#### 歴代戸長
1. 安本喜三郎 明治5年（1872年）10月 - 管轄 - 大篠津村
2. 安田復四郎 明治6年（1873年）4月 - 管轄 - 大篠津村
3. 立原惣平 明治7年（1874年）4月 - 管轄 - 大篠津村
4. ? 明治8年（1875年）4月 - 管轄 - ?
5. 南千蔵 明治9年（1876年）4月 - 管轄 - 大篠津村
6. 八幡勝次郎 明治10年（1877年）4月 - 管轄 - 大篠津村
7. 安本大（亨） 明治12年（1879年）10月 - 管轄 - 大篠津村、和田村
8. 立原有隣 明治13年（1880年）4月 - 管轄 - 大篠津村、和田村
9. 立原有隣 明治15年（1882年）4月 - 管轄 - 大篠津村、和田村、富益村、夜見村
10. 安田復四郎 明治20年（1887年）12月 - 管轄 - 大篠津村、和田村、富益村、夜見村

#### 歴代村長
1. 安田勇 明治22年（1889年）12月 -
2. 安田復四郎 明治25年（1892年）12月 -
3. 安田與喜太郎 明治30年（1897年）1月 -
4. 安田勇 明治31年（1898年）9月 -
5. 安田義兼 明治32年（1899年）10月 -
6. 本池豊 明治33年（1900年）4月 -

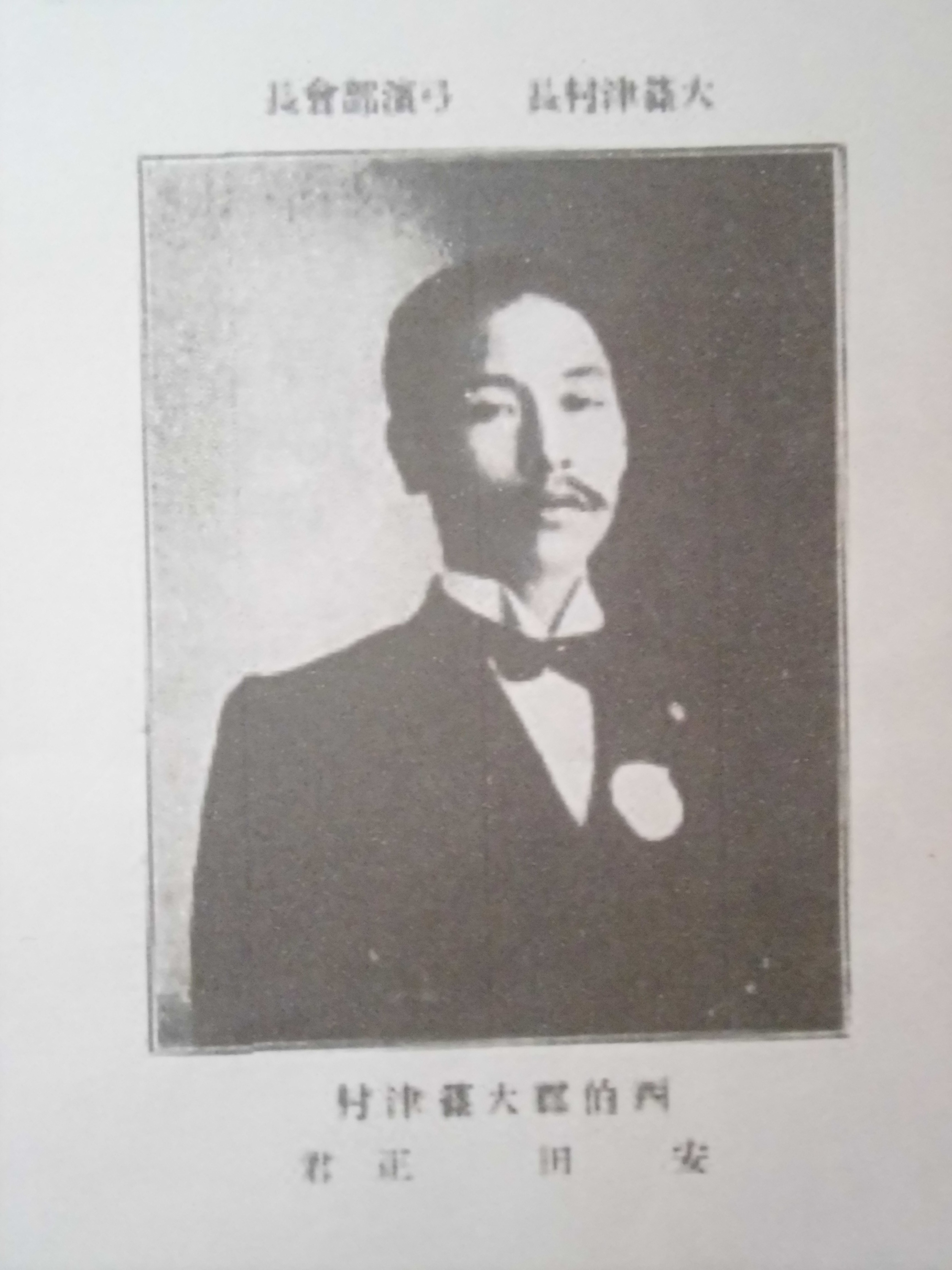
大篠津村長安田正

1. 安田廣 明治36年（1903年）10月 -
2. 安田正 明治41年（1908年）1月 -
3. 足立柳造 明治45年（1912年）1月 -
4. 青砥豊三郎 大正4年（1915年）9月 - 2期 法勝寺出身
5. 本池豊 大正11年（1922年）5月 - 5期
6. 本池甚一 昭和14年（1939年）7月 - 2期
7. 本池忠雄 昭和20年（1945年）11月 - 3期 初の公選制

#### 歴代助役
1. 安田泰蔵 明治22年（1889年）12月 -
2. 本池豊 明治22年（1893年）12月 - 2期
3. 足立柳造 明治22年（1900年）12月 - 3期
4. 安田長蔵 明治22年（1912年）10月 -
5. 東米重 大正2年（1913年）2月 -
6. 安田國松 大正6年（1917年）7月 -
7. 本池甚一 大正10年（1921年）8月 - 6期
8. 岩村英雄 昭和20年（1945年）5月 -
9. 本池冨雄 昭和22年（1947年）6月 - 2期

#### 歴代収入役
1. 東米作 明治22年（1889年）12月 -
2. 安田長蔵 明治30年（1897年）7月 -
3. 本池喜八 明治31年（1898年）4月 -
4. 本池節也 明治32年（1899年）7月 -
5. 本池義明 明治33年（1900年）1月 -
6. 東米作 明治35年（1902年）5月 -
7. 本池重雄 明治37年（1904年）4月 -
8. 安本知亮 明治41年（1908年）4月 -
9. 本池重雄 明治42年（1909年）8月 -
10. 本池安蔵 大正2年（1913年）8月 -
11. 本池重雄 大正4年（1915年）10月 -
12. 杵島松太郎[8] 大正7年（1918年）9月 -
13. 安本知亮 大正11年（1922年）12月 - 3期
14. 本池勝正 昭和9年（1934年）12月
15. 安田恒夫 昭和10年（1935年）4月 - 3期
16. 本池益雄 昭和26年（1951年）6月

#### 村会議員
- 明治22年（1889年）

安田勇、安田復四郎、安本亨、足立柳造、本池安蔵、立原修一、安田与喜太郎、東米作
- 明治25年（1892年）

安田与喜太郎、安田勇、立原修一、東米作、安田長蔵、本池弥市、本池重雄、安田繁市
- 明治28年（1895年）

安田甚平、安田重孝、本池安蔵、本池重雄､
- 明治31年（1898年）

本池久六、安田義雄、杵島隆重、松岡富三郎、安田猶重郎、本池総、本池金太郎
- 明治33年（1900年）

安本亨、安田勇、東米重、本池総、本池喜八、安田義雄
- 明治34年（1901年）

本池源四郎、松岡富三郎､、本池総、安田廣、安田重孝
- 明治37年（1904年）

安田忠四郎、本池喜八、東米重、杵島隆重、安田猶重郎、安田忠四郎、本池久六
- 明治40年（1907年）

本池鹿太郎、本池勝太郎、本池安蔵、大西徳太郎、浜田竹松、安田寛平、本池義明
- 明治43年（1910年）

東米重、杵島隆重、本池義明、安田大林、安田千代司、安田國松
- 大正2年（1913年）

安田大林、安田國松、杵島隆重、本池久六、本池義明、松岡富三郎、本池権六、本池鹿太郎、安田千代司、本池徳松、本池勝太郎
- 大正6年（1917年）

本池勝太郎、本池義明、本池林太郎、安田大林、杵島隆重、本池重利、松岡富三郎、安田甚作、本池鹿太郎、本池権六、安田与喜太郎、安田浅次郎
- 大正10年（1921年）

安田大林、本池徳松、本池勝太郎、東伊勢松、本池鹿太郎、安田甚作、杵島隆重、安田浅次郎、本池重利、本池林太郎、岩村幸太郎、安岡政太郎
- 大正14年（1925年）

本池節也、杵島隆重、本池勝太郎、安田甚作、安田大林、安田千代司、本池周作、本池林太郎、本池重利、東伊勢松、安田浅次郎、安岡政太郎
- 昭和4年（1929年）

本池忠雄、本池保隆、浜田長吉、本池周作、本池林太郎、本池節也、本池甫、東伊勢松
- 昭和8年（1933年）

本池興、本池義重、本池周作、杵島松太郎、本池忠雄、安田寛正、本池節也、安田千代司、東伊勢松、浜田長吉、本池保隆、山本金光
- 昭和12年（1937年）

本池興、本池忠雄、杵島松太郎、安田寛正、本池節也、本池周作、本池貞隆、本池義重、安田秀禄、安田重業、本池信成、山本金光、東央
- 昭和17年（1942年）

本池正三、本池啓、本池忠雄、安田秀禄、安田寛正、岩村義美、安田忠亮、本池清作、本池清、本池周作、米田雅明、本池義重、本池貞隆
- 昭和22年（1947年）

杵島松太郎、本池啓、本池深造、安田寛正、安田宏正、安田熙、本池茂、米田雅明、安田忠亮、本池貞隆、安田宣、安田正治、安田丈平、本池義重、本池芳秋、本池扶公

#### 米子市合併後の市会議員
- 本池史郎

昭和30年（1955年）5月 - 昭和50年（1975年）4月 - 5期
昭和42年（1967年）5月 - 昭和46年（1971年）4月副議長就任
- 本池篤美

昭和58年（1983年）5月 -

#### 地域選出の県会議員
- 立原惣平

明治9年（1876年） - 明治14年（1881年） - 島根県議会
- 安田光昭

昭和42年（1967年）4月 - 昭和54年（1979年）3月 - 鳥取県議会 3期

#### 西伯郡会議員（崎津村､大篠津村選挙区）
- 安本亨

明治44年（1911年）11月 - 大正2年（1913年）9月
- 安本亨

大正4年（1915年）9月 - 大正7年（1918年）11月
- 角賢市

大正8年（1919年）11月 - 大正13年（1924年）11月
大正10年（1921年）11月議長就任

## 通信
明治5年（1872年）飛脚制度廃止と同時に、米子と境に郵便取扱所が設置され、後年郵便局に改称された。大篠津において郵便取扱所が設けられたのは明治14年（1881年）であり、明治15年（1882年）郵便局になった。平成11年（1999年）米子局で集中業務を行うため、大篠津局は無集配局となった。

### 歴代局長名

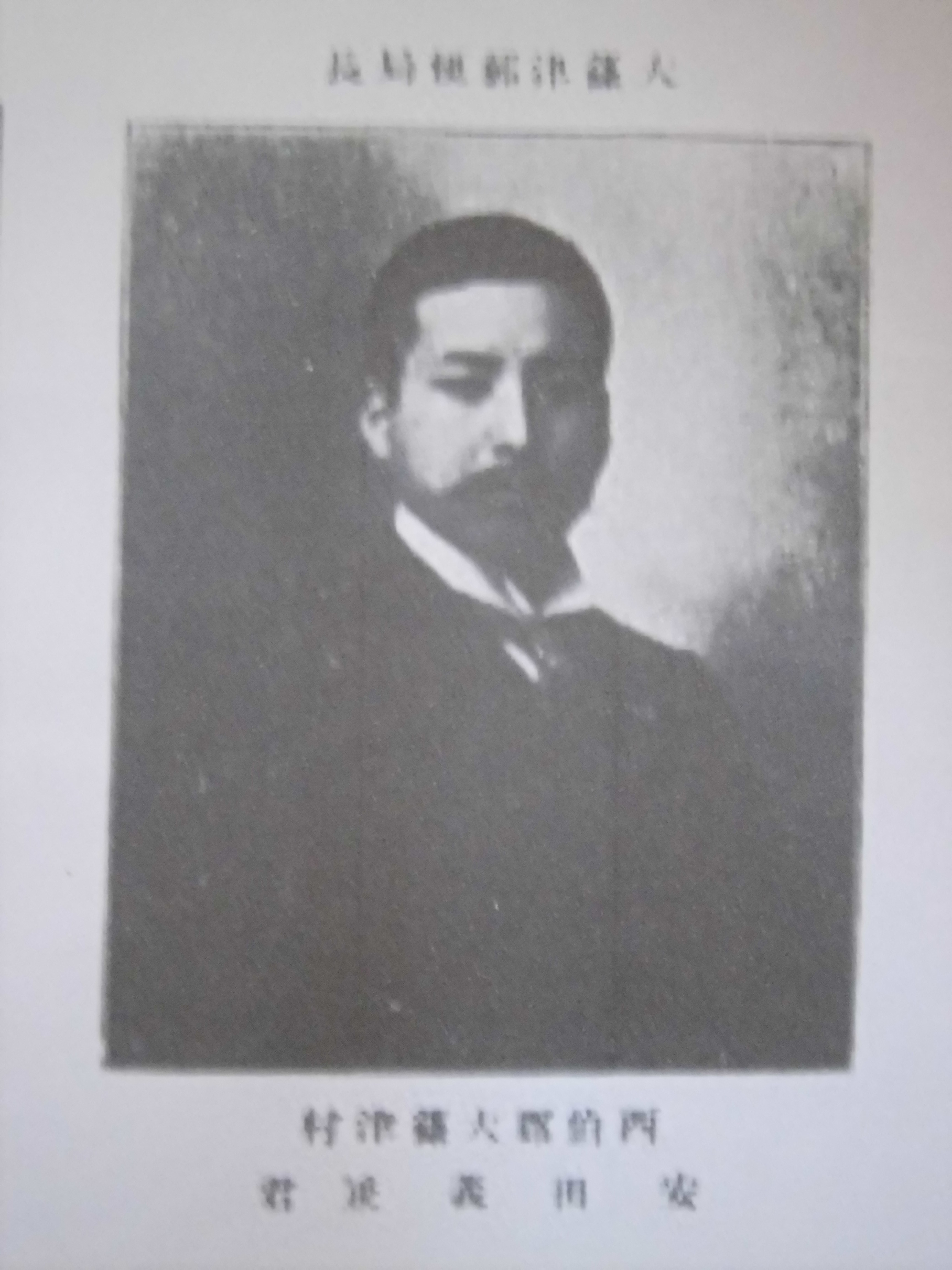
大篠津郵便局長安田義兼

- 安田義兼
明治26年（1893年）7月 - 大正2年（1913年）7月
- 安田進平
大正2年（1913年）7月 - 大正13年（1924年）7月
- 安田丈平
大正4年（1924年）7月 - 昭和52年（1977年）2月
- 安田俊博
昭和52年（1977年）2月 - 平成9年（1997年）6月

## 産業経済
明治37年（1904年）『伯耆国実業人名録』には代表的商人として次の五人が載せられている。
- 米田長次郎（海産物仲買業）[14]
- 安田復四郎（金銭貸付業・質屋）[14]、東米作（同）[14]
- 本池喜八（金銭貸付・繭繰綿雑穀仲買・貨物運送業）[14]
- 本池政次郎（鶏卵仲買業）[14]

大正元年（1912年）12月『山陰実業名鑑』によると、地価三百円の土地所有者数は三十一人、所得税納入者は十五人、国税営業税納入者は十五人である。次に示すのは営業税納入者と税額であるが、◎印は地価、所得税共に記載があるもの、○印は所得税、△印は地価のみの記載があるものである。
- ◎安田義兼（十四円三十八銭）[14]
- ◎安田信蔵（六十三円）[14]
- △本池勝太郎（十七円十二銭）[15]
- △本池益雄（二十四円八十四銭）[15]
- ◎本池為三郎（十六円三十五銭）[15]
- 安田大林（九円五十九銭）[15]
- ○東央（二十三円七十四銭）[15]
- 本池栄（十四円十二銭）[15]
- 安田千代司（十三円二十五銭）[15]
- 吉田常松（十円三十銭）[15]
- 安田庸（九円八十三銭）[15]
- 安田ソノ（九円五十六銭）[15]
- 山本誠吉（八円五十六銭）[15]
- 安本知亮（八円四十二銭）[15]
- 井田ムネ（八円三十銭）[15]
- 大東清太郎（七円六十二銭）[15]

大正11年（1922年）『西伯之資力』によれば地価額二百円以上の者は、三千九円余の安田義兼他53人であるが、営業税の記録はのせられていない

## 世帯数と人口
2022年（令和4年）7月31日現在の世帯数と人口は以下の通りである。
| 町丁     | 世帯数  | 人口    |
| -------- | ------- | ------- |
| 大篠津町 | 859世帯 | 1,927人 |

## 小・中学校の学区
市立小・中学校に通う場合、学区は以下の通りとなる。
| 番地 | 小学校               | 中学校             |
| ---- | -------------------- | ------------------ |
| 全域 | 米子市立大篠津小学校 | 米子市立美保中学校 |

## 交通

### 鉄道
- JR西日本境線大篠津町駅

### 道路
- 国道431号
- 鳥取県道47号米子境港線

## 宗教
- 氏神 諏訪神社[17]
- 和田御崎神社[18]
- 天理教弓ヶ濱分教会[19]、大篠津分教会[20]
- 雲龍寺（山号 大興山）[21]

## 出身人物

### 政治家
- 本池史郎 - 元米子市議会副議長。

### 教育者・政治家
- 安田光昭 - 元鳥取県議会議員。元米子市教育長。

### 実業家
- 本池喜八 - 本池運送店。

### 教育者
- 崎田茂信 - 元鳥取県小学校長会長。元就将小学校長。
- 松岡忠男 - 元鳥取県中学校長会長。元米子市教育長。

### 文化人
- 井田磐山（書家） - 本姓は本池
- 杵島隆（写真家）
- 本池秀夫（人形作家）
- 櫃田静子（人形作家）
- 櫃田春紀（グラフィックデザイナー）とっとりデジタルコレクション--櫃田春紀

### スポーツ
- 安田矩明 - 陸上棒高跳びローマ五輪代表
- 米田哲也（プロ野球選手）

### その他
- 浜田忠治[22]。

東京都中央区教育委員同教育長。

## 史料

### 安田氏系譜
- 初代・又四郎
- 二代・仁三郎
- 三代・吉郎右衛門
- 四代・丈五郎

醸酒業を始める。
- 五代・亦四郎
- 六代・又四郎

又四郎は当地の大地主として、その役職により鳥取藩とのつながりがあり、｢木綿方融通所｣の取締役に任命されている。又四郎は万延元年（1860年）に木綿方融通所の役を御免となったが、文久二年（1862年）には古手売買に精を出し、境港まで直接持参して船手に売り渡していたが、不便利なので境村吉三郎にその売り渡しを任せるようにしたいと願い出て許されている。大地主として、藩の権力とつながりを持ちながら在方商業に活躍した典型として、安田又四郎を把握することができる。
- 七代・復四郎

和田、大篠津、富益、夜見四ヶ村の戸長。
- 八代・義兼
- 進平
- 丈平